# Danza de las espadas

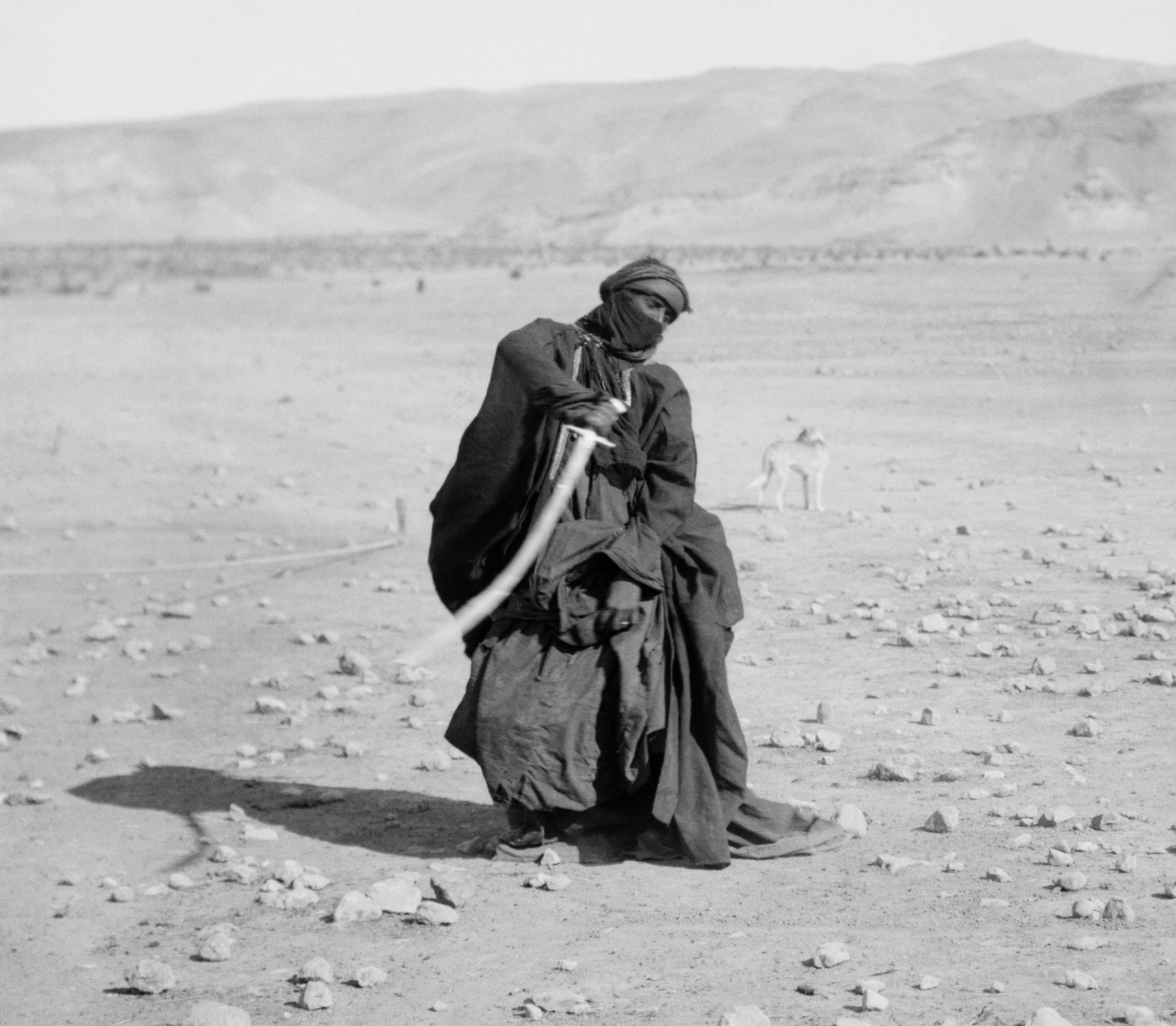
Una mujer beduino danzando con su espada, aprox. 1910

Las Danzas de las espadas están muy documentadas a lo largo de la historia de la humanidad. Hay varias tradiciones, como la danza individual o la realizada con espadas falsas (pírricas) en la antigua Grecia, el Oriente Medio, China, Corea, Japón e India.
Las danzas de las espadas se ejecutan de diversos modos:
- Bailes individuales que implican el manejo de hojas, como los bailes tradicionales escoceses. Esta forma general también incluye las danzas sin espadas, como la jiga de flautas bacca de Cotswold, también llamada "Danza Morris".
- Bailes de "batallas ficticias", que van desde la danza con palos a muchas otras tradiciones de baile "sin sable"; en Europa se definen como Bouffons (payasos), o Mattachins (matachines) desde que Thoinot Arbeau los definiera así en 1588.
- Bailes de espadas "de desafío y tocado", en las que los participantes danzan unidos en cadena por sus espadas. Forman la base de otras formas de baile con espadas, como el rapper sword y la Long Sword Dance.
- Bailes de espadas "Choliya", de Kumaon, una región colinosa del estado Indio de Uttarakhand de larga tradición militar. La danza de espadas "Choliya" se integra dentro de los ritos de protección al matrimonio, se usaba como arte adivinatoria y debido a su belleza y gracia se supone un arte marcial que espanta a los espíritus maléficos.

En el País Vasco (España) dentro de su folclore y danzas también se baila la Ezpata-dantza.

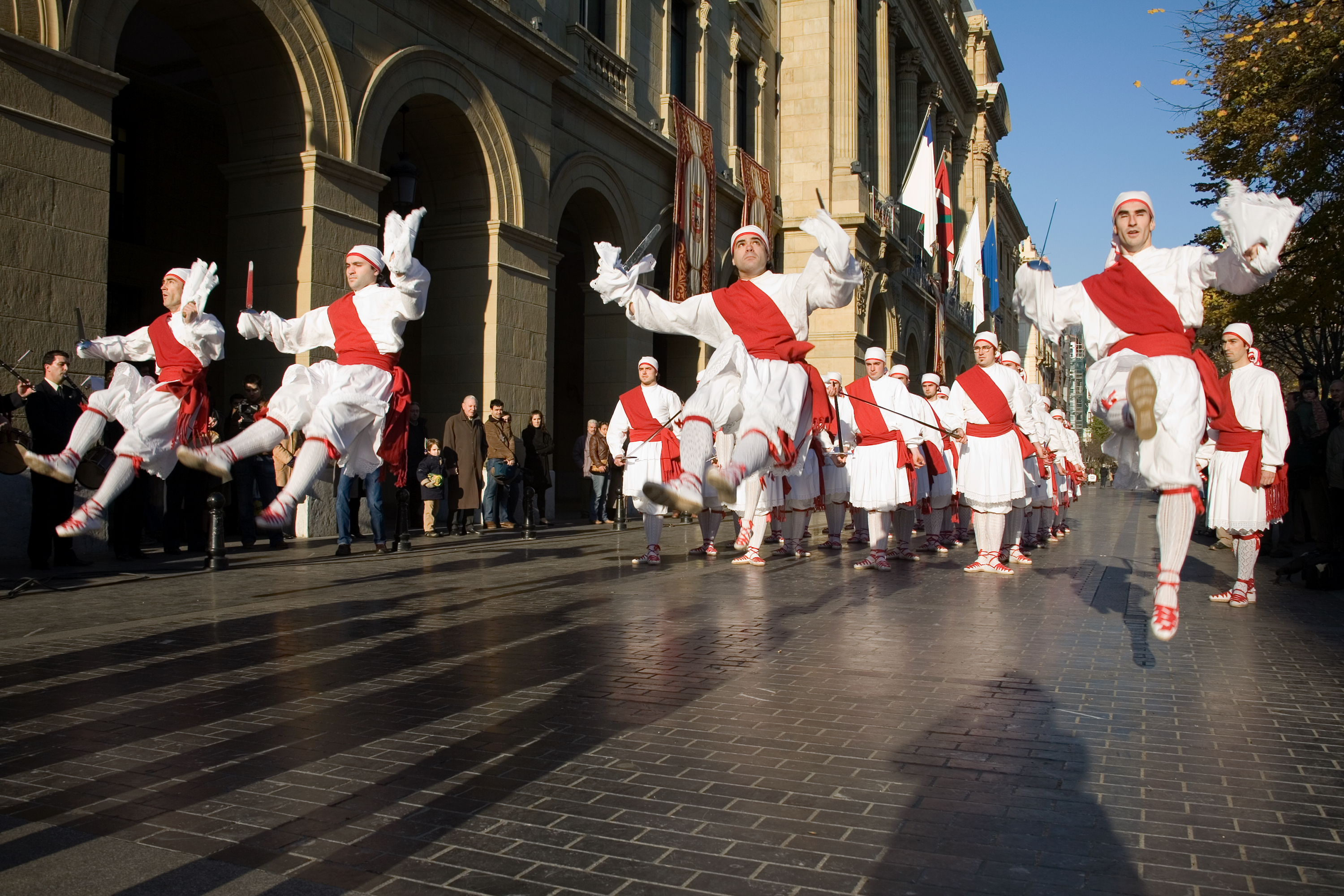
Grupo Kezka Dantza Taldea de Éibar bailando la Ezpata-dantza.

## Batallas fingidas
Los bailes de "batalla fingida" son comunes a todo el mundo, desde el "Xifismo" griego y el Saltatio Armatum de Roma a otras formas tradicionales propias de Turquía, Persia y Oriente medio, hasta las batallas fingidas que se bailaban en Japón. Algunas danzas de espada europeas, como la croata "Moreshka" (de la isla de Korcula) combinan formas del baile grupal en cadena con otras propias del baile "de batalla". 

## Difusión
Los bailes de desafío "hilt & point" son -o fueron- realizados a lo largo de toda Europa. Su importancia era especialmente notable en las zonas fronterizas del Sacro Imperio Romano entre los ss. XV-XVI. Las danzas de cruzar espadas también cuentan con representantes en la península ibérica como los paloteados realizados en la Ribera navarra, Aragón (como las realizadas por los danzantes de Huesca, o los paloteados de San José en Zaragoza) o en el País Vasco (Ezpata-dantza).
En general, las danzas de espadas tradicionales, no sólo las de desafío, se extendieron y arraigaron en Alemania, Austria, el norte de Italia, Flandes y España (Andalucía, Galicia y País Vasco). 
Se tiene constancia de las danzas realizadas por las cofradías de herreros y fabricantes de cubiertos de Núremberg desde 1350. En el siglo XVI se documentaron tradiciones similares en todo el territorio alemán, y se conservan descripciones concretas de bailes realizados en Zürich (en 1578) y Núremberg (1600). En Huesca en el siglo XVII tenemos los testimonios de Francisco Diego de Aynsa (1612) y de Ana Francisca Abarca de Bolea y otros posteriores del siglo XVIII del canónigo Novella. Algunos autores como Bizen D'o Rio atribuyen un posible origen céltico.
La tradición de las danzas de espadas traspasó hasta el otro lado de los Alpes occidentales, dando lugar a los Spadonari ("sablistas") que bailaban en el área comprendida entre Giaglione, Venaus y S.Giorio, en el Valle de Susa. Estos bailes aún se interpretan entre finales de enero y principios de febrero, conservando su significación ritual de renacimiento y culto al bosque.
En Rumanía pervive un baile llamado el Calusari, un baile de espadas similar a la Danza Morris que se integra en un complejo ritual de adoración equina relacionada con el culto a la fertilidad.